# 木門石牌坊
木門石牌坊位於四川省旺蒼縣木門鎮。1991年4月16日公佈為四川省第三批文物保護單位。

## 簡介[2]
木門牌坊（周家牌坊）座落於木門街道中下段，建於清道光二十七年四月上浣。是旌表處士周可遇之妻王氏之坊。高16米(頂尖高3米)，寬8米，厚2米，三間，正間高3.5米，寬2.1米；次間各高2.3米，寬1.15米。
坊身刻：『讀柏舟詩竊嘆立節難矣，若立節於親老子幼之年，非秉坤貞之秀者不能也，余於周母有感焉，周母王孺人，處士周公可遇之嫡配，武生王公世昌之長女，監生吉祐君之母也，年十九來歸，子有生而公捐館。孺人憤不欲生，憔白髮二老俱屆六旬，一線宗嗣呱呱在抱，慨然以養親撫孤自任，歷三十年無倦容，然親老矣而又多病，孺人而刲股肉療之卒克，見孫復有子焉，嗚呼孺人之高行！足范世型俗矣，與人共為之睹也，仰禮聖朝表微之意，見潛德無不發之幽光雲。巴州鄉貢進士愚侄陳鴻獻謹跋。道光二十七年夏四月上浣立』
紅軍佔據此地後，牌坊被刻十多條紅軍標語，如：「平分土地!』『『消滅日本和一切帝國主義軍閥!」「建設蘇區!」「參加紅軍分得頂好的田地!」 「紅軍家屬享受優待派人代耕!」「參加紅軍把軍閥徹底打倒!」「消滅劉湘田頌堯!」「參加紅軍消滅了劉湘等川棒老二、全國窮人永不出銀錢!」。